# آشاغی بیلنه
آشاغی بیلنه یا بیلنه (به لاتین: Aşağı Bilnə) یک منطقه مسکونی در جمهوری آذربایجان است که در شهرستان لریک واقع شده‌است.

## جمعیت
آشاغی بیلنه ۳۲۹ نفر جمعیت دارد.

## ریشه واژه
بیل در زبان تالشی به‌معنی باتلاق یا مرداب است.